# Елманова-Горка
Елманова Горка — деревня в Удомельском городском округе Тверской области.

## География
Деревня находится в северной части Тверской области на расстоянии приблизительно 5 км на юг-юго-запад по прямой от железнодорожного вокзала города Удомля на южном берегу озера Хотемля.

## История
Известна с 1837 года. В 1859 году была частично казенной, частично помещика Головина. Дворов (хозяйств) в ней было 20 (1859 год),34 (1886), 36 (1911), 52 (1958), 34 (1986), 29 (2000). В советское время работали колхозы «Красная Горка», им. Попова и совхоз «Удомельский». До 2015 года входила в состав Удомельского сельского поселения до упразднения последнего. С 2015 года в составе Удомельского городского округа.

## Население
Численность населения: 174 человека (1859 год), 174(1859), 208(1886), 270 (1911), 147 (1958), 57 (1986), 46 (русские 98 %) в 2002 году, 46 в 2010.